# Sandra Sollberger
Sandra Sollberger, née le 27 octobre 1973 à Zofingue (originaire de Bubendorf et Rothenburg), est une personnalité politique suisse, membre de l'Union démocratique du centre. 
Elle est députée du canton de Bâle-Campagne au Conseil national depuis novembre 2015.

## Biographie
Sandra Sollberger, née Sandra Muff le 27 octobre 1973 à Zofingue (AG), est originaire de Bubendorf (BL) et Rothenburg (LU).
Elle grandit à Reiden et Zofingen, où elle fait aussi ses écoles primaires et secondaires. Elle obtient son certificat fédéral de peintre en 1992 à Oftringen avec mention d'excellence. En 1996 elle passe son diplôme de maîtrise en peinture à Olten.
À partir de 1997, elle est responsable des questions administratives dans la société Sollberger Maler AG, fondée en 1956 par le grand-père de son mari. En 2002, elle devient membre de la direction et dès 2008 elle entre au conseil d'administration. Elle dirige aussi longtemps des cours de formation de base pour devenir peintre en bâtiment et officie en tant qu'experte-réviseure pour les examens des peintres en exercice.
Elle est membre du conseil d'administration de la société Autobus AG à Liestal depuis 2014 et du Lions-Club de Wildenstein depuis 2008. Elle préside ce dernier en 2014/15. 
Elle est passionnée d'ornithologie.
Elle est mariée et mère de deux enfants.

## Parcours politique
Elle est approchée en 2008 par l'association du commerce et de l'industrie de Bubendorf pour se porter candidate, en sa qualité de maître peintre, au siège vacant à l'exécutif de la commune. Elle adhère dans la foulée à l'Union démocratique du centre après avoir assisté aux réunions de différents partis.
Membre de l'exécutif de Bubendorf de juillet 2008 à juin 2016, elle siège au législatif de Bâle-Campagne de juillet 2011 à novembre 2015, où elle est membre de la commission de construction et de planification.
Elle est élue au Conseil national lors des élections fédérales de 2015. Elle siège à la Commission des finances (CdF) et, depuis 2019, également à la Commission des transports et des télécommunications (CTT). Elle est réélue pour un troisième mandat en octobre 2023.
Elle est membre de l'Action pour une Suisse indépendante et neutre. Elle fait partie depuis 2009 de la direction de l'UDC de Bâle-Campagne.
Elle est candidate au Conseil d'État en février 2023, mais elle ne parvient pas à conserver le siège de l'UDC, occupé jusque-là par Thomas Weber : elle arrive en sixième position (pour cinq élus), avec 25 080 voix contre 26 217 au candidat du Parti évangélique suisse Thomi Jourdan, qui crée la surprise en obtenant pour la première fois un siège pour son parti dans un gouvernement cantonal suisse.

### Positionnement politique
Elle se situe à la droite de son parti,, défendant notamment des positions sans compromis en matière d'étrangers et l'autonomie par rapport à l'Union européenne.